# Arthur Havelock
Arthur Elibank Havelock (ur. 7 maja 1844 w Bath, zm. 25 czerwca 1908 tamże) – brytyjski administrator kolonialny, od lat 70. XIX wieku aż po pierwsze lata XX wieku zajmujący szereg stanowisk w posiadłościach brytyjskich.

## Życiorys

### Młodość i służba wojskowa
Pochodził z rodziny o tradycjach wojskowych, jego ojciec William Havelock był podpułkownikiem, a stryj Henry Havelock generałem. Część dzieciństwa spędził w Indiach. Sam również ukończył Royal Military Academy w Sandhurst, uczelnię, której absolwenci automatycznie otrzymywali promocję oficerską. Służbę w koloniach rozpoczął w 1873 jako adiutant gubernatora Mauritiusa. Następnie był tymczasowym głównym komisarzem Seszeli (1874–1875), a później sekretarzem administracji kolonialnej na Fidżi. Wszystkie te stanowiska zajmował jako żołnierz służby czynnej, z której wystąpił w marcu 1877 roku w stopniu kapitana. Jeszcze w tym samym roku został zawodowym urzędnikiem cywilnej służby kolonialnej.

### Cywilna służba kolonialna
W kolejnych latach pracował w Indiach Zachodnich, ponownie na Seszelach, w Sierra Leone, a także w Liberii, gdzie był konsulem generalnym, mającym za zadanie ustalenie przebiegu granicy między tym niepodległym państwem a posiadłościami brytyjskimi. W 1884 stanął na czele administracji kolonialnej na Trynidadzie. Już rok później został przeniesiony do Afryki Południowej, gdzie został gubernatorem Natalu i Zululandu. W latach 1889–1890 krótko pracował w Europie jako brytyjski delegat w składzie międzynarodowej komisji ds. zwalczania niewolnictwa.
W 1890 został gubernatorem Cejlonu, a pięć lat później przeszedł na urząd gubernatora Madrasu. W 1901 opuścił to stanowisko, będąc już w nie najlepszym stanie zdrowia. Z tego powodu dwukrotnie odrzucił propozycje nowego urzędu – nie chciał być ani gubernatorem Straits Settlements ani Wiktorii. Przyjął wprawdzie nominację na gubernatora Tasmanii, której klimat, bliski europejskiemu, bardziej odpowiadał jego kondycji, ale już po niespełna dwóch i pół roku od przybycia do Hobart złożył dymisję i postanowił przejść na emeryturę. Ostatnie lata życia spędził w hrabstwie Devon. Zmarł w wieku 64 lat.

## Odznaczenia
Havelock otrzymał następujące odznaczenia:
- Order św. Michała i św. Jerzego klasy Kawaler (1880)[1]
- Order św. Michała i św. Jerzego klasy Rycerz Komandor (1884[1], odtąd mógł dopisywać przed nazwiskiem tytuł Sir)
- Order Cesarstwa Indyjskiego klasy Rycerz Wielki Komandor (1896)[1]
- Order Gwiazdy Indii klasy Rycerz Wielki Komandor (1901)[1]